# Латвійське телебачення

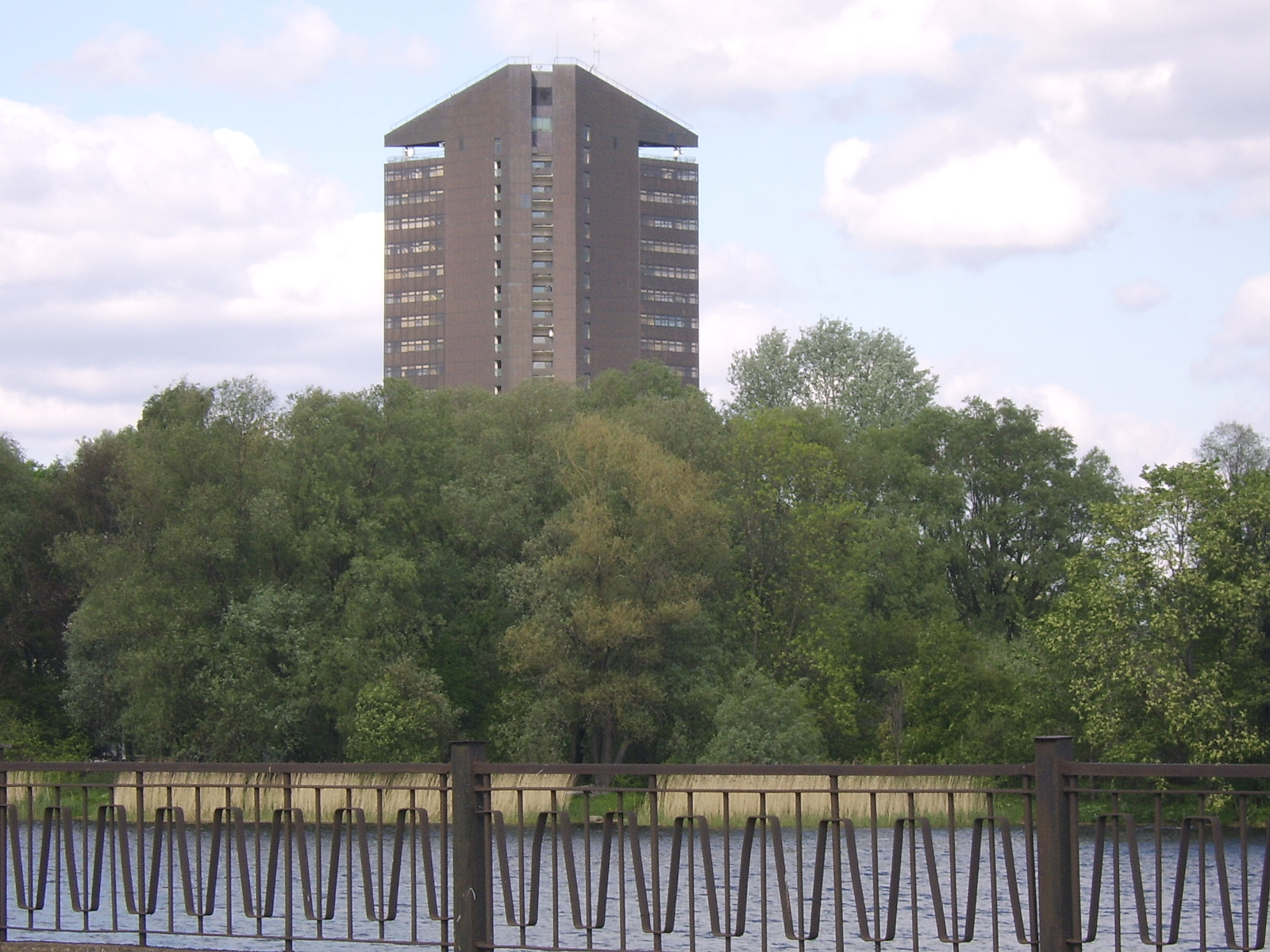
Будівля Латвійського телебачення зі східного боку

Логотип Латвійського телебачення (LTV1)

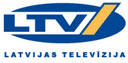
Попередній логотип Латвійського телебачення (LTV1), що використовувався до 2006.

Латві́йське телеба́чення (латис. Latvijas Televīzija, абревіатура: LTV) — державна телекомпанія громадського мовлення Латвії.
Компанія фінансується з державного бюджету (близько 60%) і отримує решту коштів від показу телевізійних рекламних роликів. Хоча вже давно обговорюється перехід LTV на фінансування коштом абонентської плати, уряд послідовно виступає проти цього. Багато аналітиків ЗМІ вважають, що справжня причина цього полягає в тому, що уряд не хоче втратити контроль над LTV, який йому дає державне фінансування.
Телекомпанія мовить на двох каналах: LTV1 латиською мовою та орієнтованому на молодь LTV7 (раніше називався LTV2) латиською і російською мовами. LTV1 щорічно транслює Євробачення в Латвії, а LTV7 також передає багато спортивних подій, таких як Олімпійські ігри, різні матчі латвійських спортивних ліг і національної збірної, Молодіжної хокейної ліги, Чемпіонатів Європи і світу з футболу.
Телекомпанія є членом Європейської мовної спілки з 1 січня 1993 р. LTV був офіційним мовником щорічного Євробачення у 2003 році, а також Чемпіонату світу з хокею із шайбою в 2006 році.

## Історія
LTV розпочав мовлення 6 листопада 1954 в чорно-білому зображенні, 1966 року було запущено LTV2, у 1974 році його переведено на колір SECAM, а в 1998 році стандарт кольору було змінено на PAL.
У 2008 році LTV почав транслювати у стандарті цифрового наземного ТБ формату MPEG2, переходячи 1 серпня 2009 на формат MPEG4, оскільки офіційним інтегратором  наземного цифрового ТБ в Латвії було обрано телекомунікаційну компанію Lattelecom. Аналогове розповсюдження LTV7 було припинено 1 березня 2010. LTV повністю припинила мовлення LTV1 в аналоговому форматі 1 липня 2010 року.
Обидва канали LTV також доступні на нордичному пучку супутника «Сіріус» у рамках пакету Viasat.

## Вихід з-під впливу СРСР
11 січня 1991 Латвійська РСР оголосила про вихід зі складу СРСР. 20 січня будівлю телецентру за наказом міністра МВС СРСР було захоплено Ризьким ОМОНом через події у Вільнюсі.
У 1991 році канал відмовився від мовлення російською мовою і став мовити тільки національною латиською мовою. Після розпаду СРСР канал офіційно перейшов у власність латвійської влади.

## Незалежний національний канал
В 1998 році LTV перейшло на стандарт мовлення PAL.
1 січня 1993 року компанія LTV вступила в Європейський мовний союз.
В 2003 році компанія стала організатором і мовником 48-го конкурсу пісні Євробачення-2003, який проходив в Ризі.
Зараз LTV є громадською організацією, що здійснює мовлення на двох каналах - Національному LTV1 і Громадському LTV7. Мовлення ведеться за допомогою мережі Латвійського державного центру радіо і телебачення - LVRTC, мережа якого покриває всю територію Латвії. [1]
З 1 червня 2010 ефірне мовлення ведеться тільки в цифровому форматі DVB-T (MPEG-4).